# 1981年スペイングランプリ
1981年スペイングランプリは、1981年F1世界選手権の第7戦として、1981年6月21日にハラマ・サーキットで開催された。

## 予選
この年の予選は、ハラマとの相性がすこぶる良いジャック・ラフィットの独壇場となった。金曜日の予選こそ、タイムアタックのタイミングで中断と言う不運が響きウィリアムズの二人の先行を許したものの、翌日の予選では本領を発揮し予選開始30分経たないうちに1分14秒の壁を超えポールポジションを確信。マシン温存を兼ね、予選を切り上げゴルフ場に向かう余裕の結果となった。
| 順位 | No | ドライバー                     | コンストラクター             | タイム   | 差     |
| ---- | -- | ------------------------------ | ---------------------------- | -------- | ------ |
| 1    | 26 | ジャック・ラフィット           | リジェ・マトラ               | 1'13.754 | —      |
| 2    | 1  | アラン・ジョーンズ             | ウィリアムズ・フォード       | 1'14.024 | +0.270 |
| 3    | 2  | カルロス・ロイテマン           | ウィリアムズ・フォード       | 1'14.342 | +0.588 |
| 4    | 7  | ジョン・ワトソン               | マクラーレン・フォード       | 1'14.657 | +0.903 |
| 5    | 15 | アラン・プロスト               | ルノー                       | 1'14.669 | +0.915 |
| 6    | 23 | ブルーノ・ジャコメリ           | アルファロメオ               | 1'14.897 | +1.143 |
| 7    | 27 | ジル・ヴィルヌーヴ             | フェラーリ                   | 1'14.987 | +1.233 |
| 8    | 22 | マリオ・アンドレッティ         | アルファロメオ               | 1'15.159 | +1.405 |
| 9    | 5  | ネルソン・ピケ                 | ブラバム・フォード           | 1'15.355 | +1.601 |
| 10   | 11 | エリオ・デ・アンジェリス       | ロータス・フォード           | 1'15.399 | +1.645 |
| 11   | 12 | ナイジェル・マンセル           | ロータス・フォード           | 1'15.562 | +1.808 |
| 12   | 29 | リカルド・パトレーゼ           | アロウズ・フォード           | 1'15.627 | +1.873 |
| 13   | 28 | ディディエ・ピローニ           | フェラーリ                   | 1'15.715 | +1.961 |
| 14   | 8  | アンドレア・デ・チェザリス     | マクラーレン・フォード       | 1'15.850 | +2.096 |
| 15   | 20 | ケケ・ロズベルグ               | フィッティパルディ・フォード | 1'15.924 | +2.170 |
| 16   | 33 | パトリック・タンベイ           | セオドール・フォード         | 1'16.355 | +2.601 |
| 17   | 16 | ルネ・アルヌー                 | ルノー                       | 1'16.406 | +2.652 |
| 18   | 6  | ヘクトール・レバーク           | ブラバム・フォード           | 1'16.527 | +2.773 |
| 19   | 25 | ジャン＝ピエール・ジャブイーユ | リジェ・マトラ               | 1'16.559 | +2.805 |
| 20   | 3  | エディ・チーバー               | ティレル・フォード           | 1'16.641 | +2.887 |
| 21   | 21 | チコ・セラ                     | フィッティパルディ・フォード | 1'16.782 | +3.028 |
| 22   | 17 | デレック・デイリー             | マーチ・フォード             | 1'16.979 | +3.225 |
| 23   | 30 | ジークフリート・ストール       | アロウズ・フォード           | 1'17.294 | +3.540 |
| 24   | 14 | エリセオ・サラザール           | エンサイン・フォード         | 1'17.822 | +4.068 |
| DNQ  | 4  | ミケーレ・アルボレート         | ティレル・フォード           | 1'17.943 | +4.189 |
| DNQ  | 31 | ベッペ・ガビアーニ             | オゼッラ・フォード           | 1'18.169 | +4.415 |
| DNQ  | 9  | スリム・ボルグッド             | ATS・フォード                | 1'18.263 | +4.509 |
| DNQ  | 35 | ブライアン・ヘントン           | トールマン・ハート           | 1'18.340 | +4.586 |
| DNQ  | 36 | デレック・ワーウィック         | トールマン・ハート           | 1'18.872 | +5.118 |
| DNQ  | 32 | ジョルジオ・フランシア         | オゼッラ・フォード           | 1'19.586 | +5.832 |
| WD   | 37 | エミリオ・デ・ヴィロタ         | ウィリアムズ・フォード       | —        | —      |

- 上位24台が予選通過

## 決勝
この年のスペイングランプリは、ポールポジションスタートのラフィットのスタートミスによる出遅れで始まった。ラフィットに次ぐポジションからのスタートとなったウィリアムズのアラン・ジョーンズとカルロス・ロイテマンがワンツーで第1コーナーに飛び込む裏で、7番手スタートのジル・ヴィルヌーヴがスタートダッシュを決め第1コーナーに飛び込む時点で3番手に急浮上。この勢いのまま、1週目を終えメインストレートに突入するやターボパワーでロイテマンを交わし2位に順位を上げるが、その後はシャシーの出来に泣かされ先行するジョーンズとの差はジリジリと離されていった。このままジョーンズの独走を許すと思われたが、14週目にチームメイトのロイテマンも抱えていたトランスミッションのトラブルによりコースアウトし、ヴィルヌーヴが押し出される形でトップになった。こうしてトップに躍り出たヴィルヌーブは、エンジンパワーはあるものの低性能のシャシーに泣かされペースはイマイチだったものの、長きにわたり追走していたロイテマンと、61週目に合流したラフィットとジョン・ワトソン、更にエリオ・デ・アンジェリスまでもが追いつき5台が連なる形となるが、2番手以降の順位変動はあったもののヴィルヌーブは最後まで付け入る隙を与えず首位の座を守り切り一着…シーズン2勝目を飾る事となった。
こうしてシーズン2勝目を挙げたヴィルヌーブであったが、エンジンとシャシーのバランスの悪さに起因するリタイアの多さは如何ともし難く、以降は勝利を挙げる事は無くこのシーズンは総合7位で終了。翌年は満足の行くマシンを手に入れ悲願成就と思われたが、チームメイトとの不和の元凶となったサンマリノグランプリの次走であるベルギーグランプリ予選で事故死…当グランプリがヴィルヌーブ最後のグランプリ勝利となった。
| 順位 | No | ドライバー                     | コンストラクター             | 周回数 | タイム/リタイヤ | グリッド | ポイント |
| ---- | -- | ------------------------------ | ---------------------------- | ------ | --------------- | -------- | -------- |
| 1    | 27 | ジル・ヴィルヌーヴ             | フェラーリ                   | 80     | 1:46'35.01      | 7        | 9        |
| 2    | 26 | ジャック・ラフィット           | リジェ・マトラ               | 80     | +0.22           | 1        | 6        |
| 3    | 7  | ジョン・ワトソン               | マクラーレン・フォード       | 80     | +0.58           | 4        | 4        |
| 4    | 2  | カルロス・ロイテマン           | ウィリアムズ・フォード       | 80     | +1.01           | 3        | 3        |
| 5    | 11 | エリオ・デ・アンジェリス       | ロータス・フォード           | 80     | +1.24           | 10       | 2        |
| 6    | 12 | ナイジェル・マンセル           | ロータス・フォード           | 80     | +28.58          | 11       | 1        |
| 7    | 1  | アラン・ジョーンズ             | ウィリアムズ・フォード       | 80     | +56.58          | 2        |          |
| 8    | 22 | マリオ・アンドレッティ         | アルファロメオ               | 80     | +1'00.80        | 8        |          |
| 9    | 16 | ルネ・アルヌー                 | ルノー                       | 80     | +1'07.08        | 17       |          |
| 10   | 23 | ブルーノ・ジャコメリ           | アルファロメオ               | 80     | +1'13.65        | 6        |          |
| 11   | 21 | チコ・セラ                     | フィッティパルディ・フォード | 79     | +1 Lap          | 21       |          |
| 12   | 20 | ケケ・ロズベルグ               | フィッティパルディ・フォード | 78     | +2 Laps         | 15       |          |
| 13   | 33 | パトリック・タンベイ           | セオドール・フォード         | 78     | +2 Laps         | 16       |          |
| 14   | 14 | エリセオ・サラザール           | エンサイン・フォード         | 77     | +3 Laps         | 24       |          |
| 15   | 28 | ディディエ・ピローニ           | フェラーリ                   | 76     | +4 Laps         | 13       |          |
| 16   | 17 | デレック・デイリー             | マーチ・フォード             | 75     | +5 Laps         | 22       |          |
| NC   | 3  | エディ・チーバー               | ティレル・フォード           | 62     | 規定周回数不足  | 20       |          |
| Ret  | 25 | ジャン＝ピエール・ジャブイーユ | リジェ・マトラ               | 51     | ブレーキ        | 19       |          |
| Ret  | 6  | ヘクトール・レバーク           | ブラバム・フォード           | 46     | ギヤボックス    | 18       |          |
| Ret  | 30 | ジークフリート・ストール       | アロウズ・フォード           | 43     | イグニッション  | 23       |          |
| Ret  | 5  | ネルソン・ピケ                 | ブラバム・フォード           | 43     | アクシデント    | 9        |          |
| Ret  | 15 | アラン・プロスト               | ルノー                       | 28     | スピンオフ      | 5        |          |
| Ret  | 29 | リカルド・パトレーゼ           | アロウズ・フォード           | 21     | ブレーキ        | 12       |          |
| Ret  | 8  | アンドレア・デ・チェザリス     | マクラーレン・フォード       | 9      | アクシデント    | 14       |          |

## 記録
- 最終勝利：ジル・ヴィルヌーヴ
- 最終レース：ジャン＝ピエール・ジャブイーユ